# Schizoretepora
Schizoretepora is een geslacht van mosdiertjes, dat fossiel bekend is vanaf het Mioceen. Tegenwoordig zijn er van dit geslacht nog diverse soorten bekend. De wetenschappelijke naam ervan is in 1893 voor het eerst geldig gepubliceerd door Gregory.

## Beschrijving
Deze bodembewonende kolonie is samengesteld uit sterk geplooide waaiers met ovale venstertjes. Ieder individu in de kolonie (zooïde) heeft zijn eigen taken. Zo zorgen zooïden aan één zijde van de waaiers voor voedsel, andere zooïden hebben defensieve taken. Deze bevinden zich op alle delen van de waaiers. De normale diameter van de kolonie bedraagt ± 4 cm.

## Soorten
- Schizoretepora aviculifera (Canu & Bassler, 1930)
- Schizoretepora calveti d'Hondt, 1975
- Schizoretepora dentata (Calvet, 1931)
- Schizoretepora elongata (Canu & Bassler, 1928)
- Schizoretepora hassi Harmelin, Bitar & Zibrowius, 2007
- Schizoretepora imperati Busk, 1884
- Schizoretepora lutea (Canu & Bassler, 1929)
- Schizoretepora pungens (Canu & Bassler, 1925)
- Schizoretepora robusta Hayward, 2000
- Schizoretepora serratimargo (Hincks, 1886)
- Schizoretepora solanderia (Risso, 1827)
- Schizoretepora tessellata (Hincks, 1878)
- Schizoretepora tumescens (Ortmann, 1890)